# 出羽山地
出羽山地（でわさんち）または出羽丘陵とは日本・東北地方にある山地。奥羽山脈に並び、その西側にある山地であり、青森県西部から秋田県中央部・山形県中央部を通っている。奥羽山脈との間には、横手盆地や新庄盆地などが形作られている。山地の延長は約250km、最高峰は鳥海山の2,236m。日本海側に面した山地であるため、季節風の影響により、冬季の積雪量は多く、植生としてはブナ林が目立つ。
東北地方の脊梁である奥羽山脈より緩やかであり、山地を横断する米代川、雄物川、最上川によって複数の丘陵に分割される。北より白神山地、太平山地、丁岳山地などとなっている。鳥海火山帯が分布しており、田代岳や鳥海山、月山などの火山も見られるが、太平山地は非火山性であるなどの違いもある。